# 尼古拉斯·本内特
尼古拉斯·本内特（英語：Nicholas Bennett，2003年11月15日—），加拿大男子游泳运动员。他曾代表加拿大参加2022年英联邦运动会游泳比赛，获得一枚金牌。他也曾参加2020年夏季残疾人奥林匹克运动会。